# Bryobia watersi
Bryobia watersi är en spindeldjursart som beskrevs av David C.M. Manson 1967. Bryobia watersi ingår i släktet Bryobia och familjen Tetranychidae. Inga underarter finns listade.